# Карл I (сеньйор Монако)
Карл I Грімальді (фр. Charles Grimaldi, італ. Carlo Grimaldi; помер 15 серпня 1357) — сеньйор Монако з 1342. Також з 1346 сеньйор Ментона. Адмірал Франції. Старший син Реньє I і його першої дружини Сальватіки дель Карретто.

## Історія
В результаті громадянської війни з Генуї були вигнані багато гвельфських сімей, і серед них — Грімальді. Представники цього роду оселилися на східній Рив'єрі в районі Ніцци.
У 1331 Карл Грімальді зайняв генуезьку фортецю Монако і в 1342 проголосив себе її сеньйором. Карл і його кузен Антуан Грімальді (пом. 1358) зайнялися придбаннями навколишніх земель. У 1346 в їхньому володінні з'явилася сеньорія Ментон, в 1355 — Рокебрюн. Ці території належали князівству Монако до 1848 року.
У 1346 Карл Грімальді брав участь у битві при Кресі і захисту Кале (командував загоном арбалетників).
У 1352 співправителями Карла I в Монако стали його дядько Антоніо і сини Реньє II і Габріеле.
Карл Грімальді загинув в 1357 році під час облоги Монако військами дожа Генуї Симона Бокканегра.

## Сім'я
Карл I був одружений з Люччіною Спінолою, дочкою Жирардо Спіноли, сеньйора Дертона. У них було 8 дітей: Луї, Реньє, Франческо, Габріеле, Карл, П'єтро, Філіппо, Ланчелоте, Руффо й Анастасія.

## Герб
Червоні ромби на білому тлі. Девіз роду Гарімальді: «Deo Juvante» (лат. З Божою поміччю).